# Burg Najštejn
Die Burg Najštejn (deutsch Neustein) befand sich östlich von Quinau in Tschechien, am Südabfall des Erzgebirges auf einem langgestreckten Höhenrücken über den Tälern der Bílina und ihrer Zuflüsse Malá voda (Kleines Wasser bzw. Kleines Bächel) sowie des Neusteiner Bächels. Erhalten sind Grundmauern des Burgfriedes und Palas, eine mutmaßliche Zisterne, sowie Reste von Gräben und Wällen.

## Geographie
Najštejn liegt dreieinhalb Kilometer nordwestlich von Jirkov in etwa 560 m n.m über der Talsperre Jirkov und dem Telšské údolí (Töltschtal) der Bílina.
Umliegende Ortschaften sind Telš, Orasín und Boleboř im Norden, Jindřišská im Nordosten, Červený Hrádek im Osten, Vinařice im Südosten, Březenec im Süden, Hrádečná im Südwesten, Šerchov und Blatno im Westen sowie Květnov und Mezihoří im Nordwesten.

## Geschichte
Der Zeitpunkt der Entstehung der Burg ist nicht feststellbar. Unbestätigten Überlieferungen zufolge soll sie bereits zu Beginn des 12. Jahrhunderts existiert haben. 1323 gehörte sie Dietrich von Almsdorf, den andere Quellen auch als ihren Erbauer ansehen. Die erste schriftliche Erwähnung erfolgte 1363, als die Herrschaft unter Dietrichs Nachkommen, Johann und Hugo von Almsdorf, aufgeteilt wurde. Zu Neustein gehörten zu dieser Zeit u. a. die Dörfer Tschoschl, Schergau, Pirken und wahrscheinlich auch Quinau.
1381 verkaufte Fricolt von Almsdorf die Herrschaft Neustein an den Deutschritterorden in Komotau. Nachfolgend wurde die Burg nicht mehr bewohnt und verfiel. Seit 1411 galt die Burg als wüst und während der Hussitenkriege wurde sie geschleift.
Wegen des Trinkwasserschutzgebietes I. Ordnung sind die Reste der Burg heute nur noch über Telš und Orasín erreichbar.
Um die Burg rankt sich die Sage über einen Raubritter, der als Kind von der Burg Bořek entführt worden sein soll.

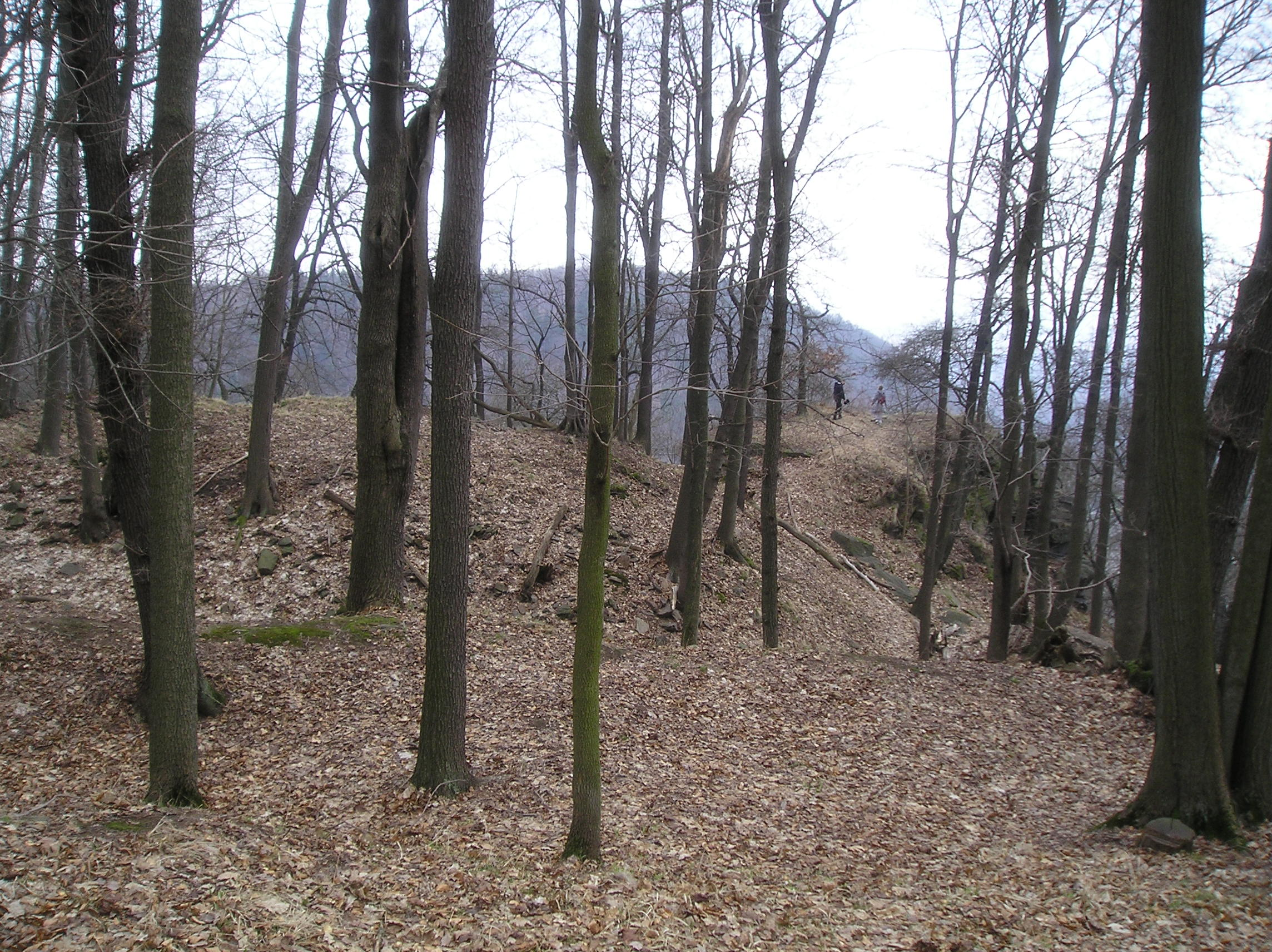
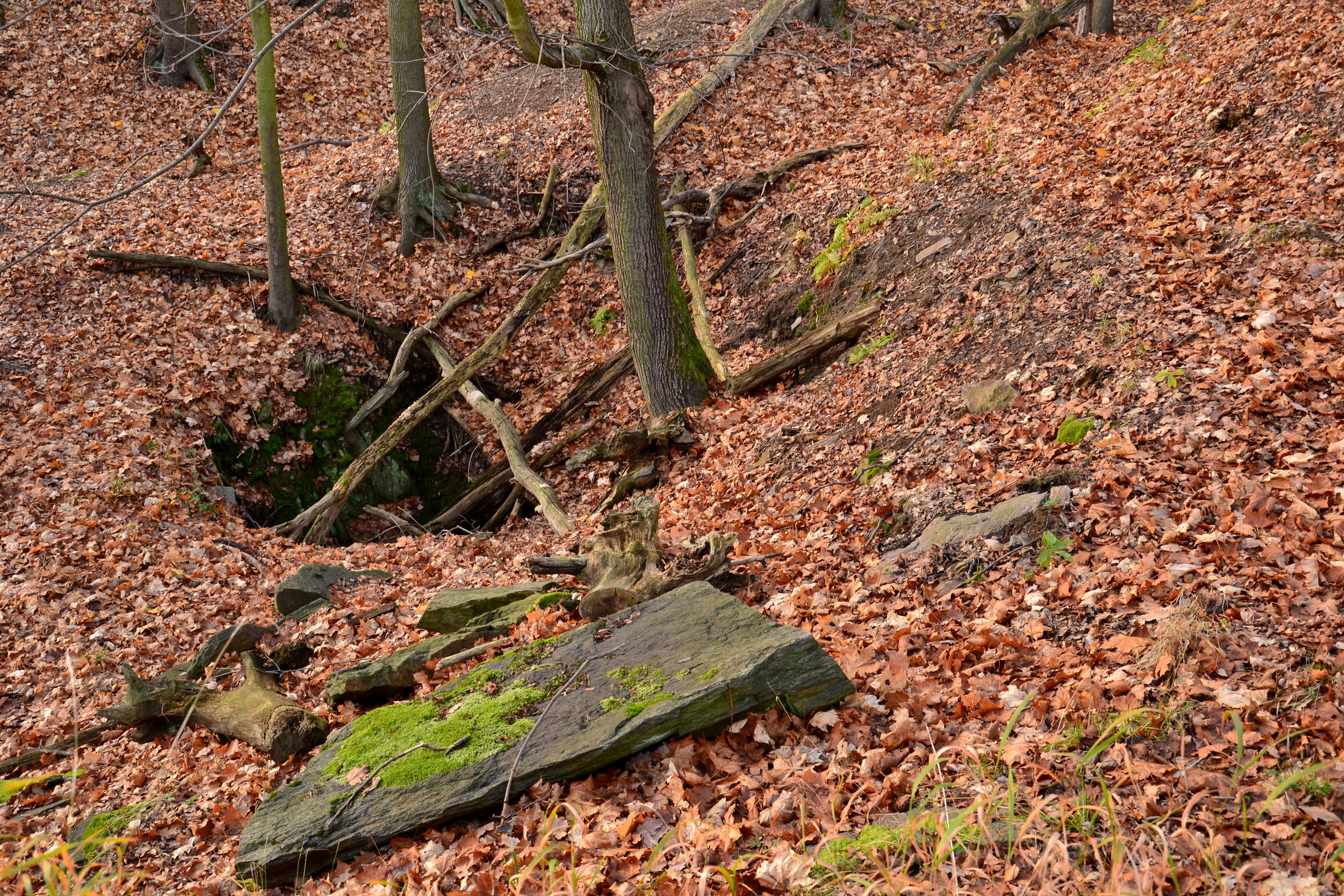
Zisterne
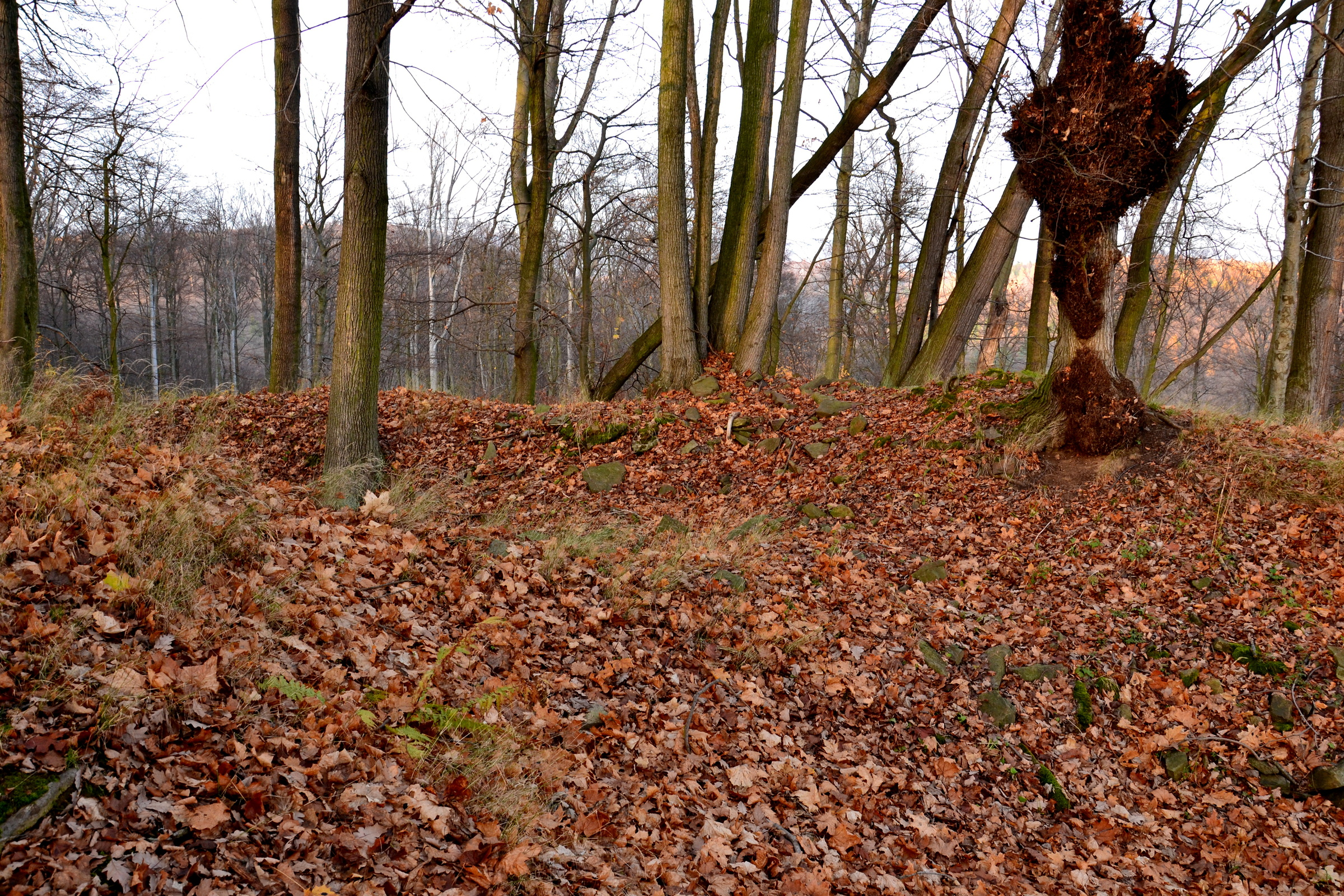
Palasreste
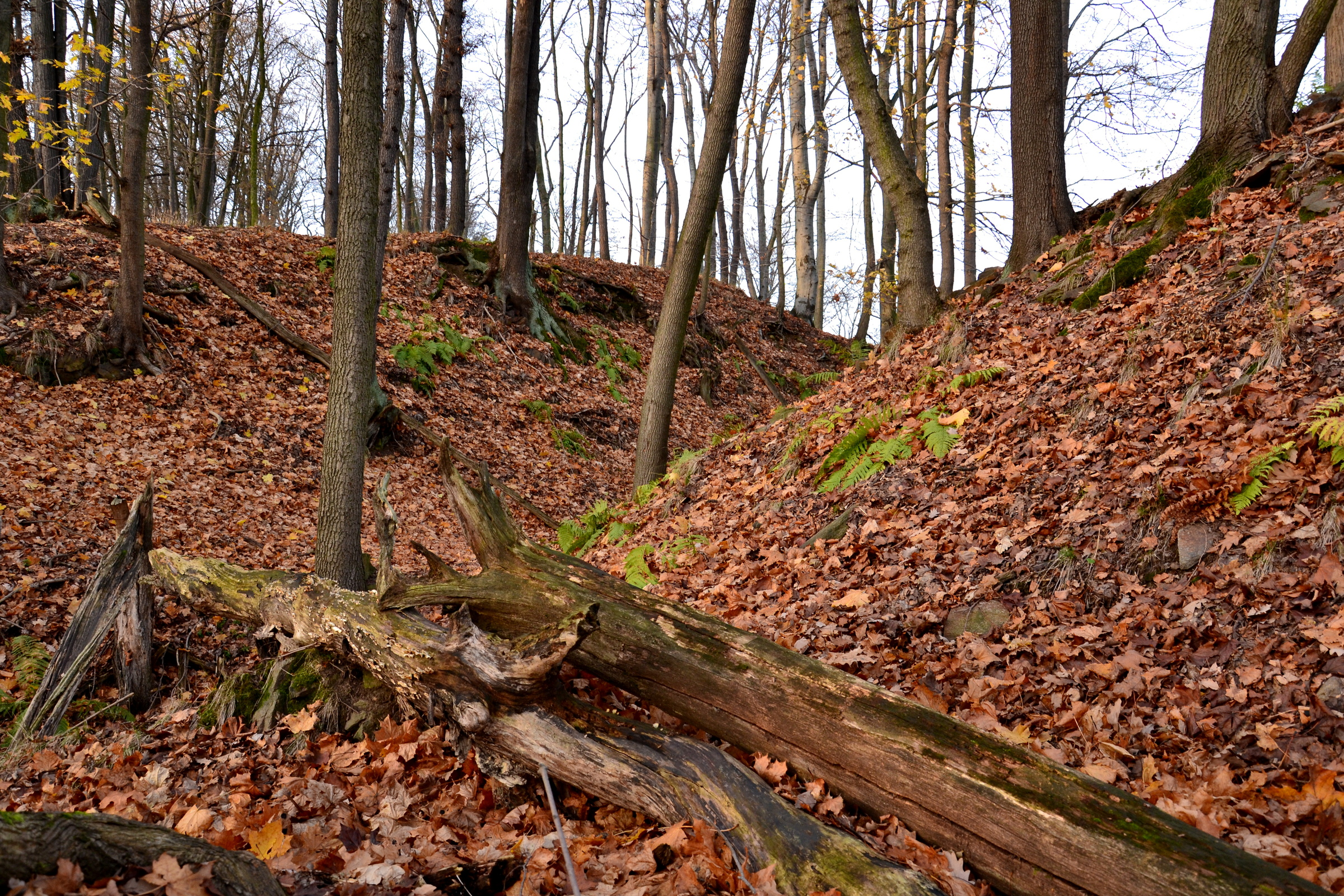
Graben
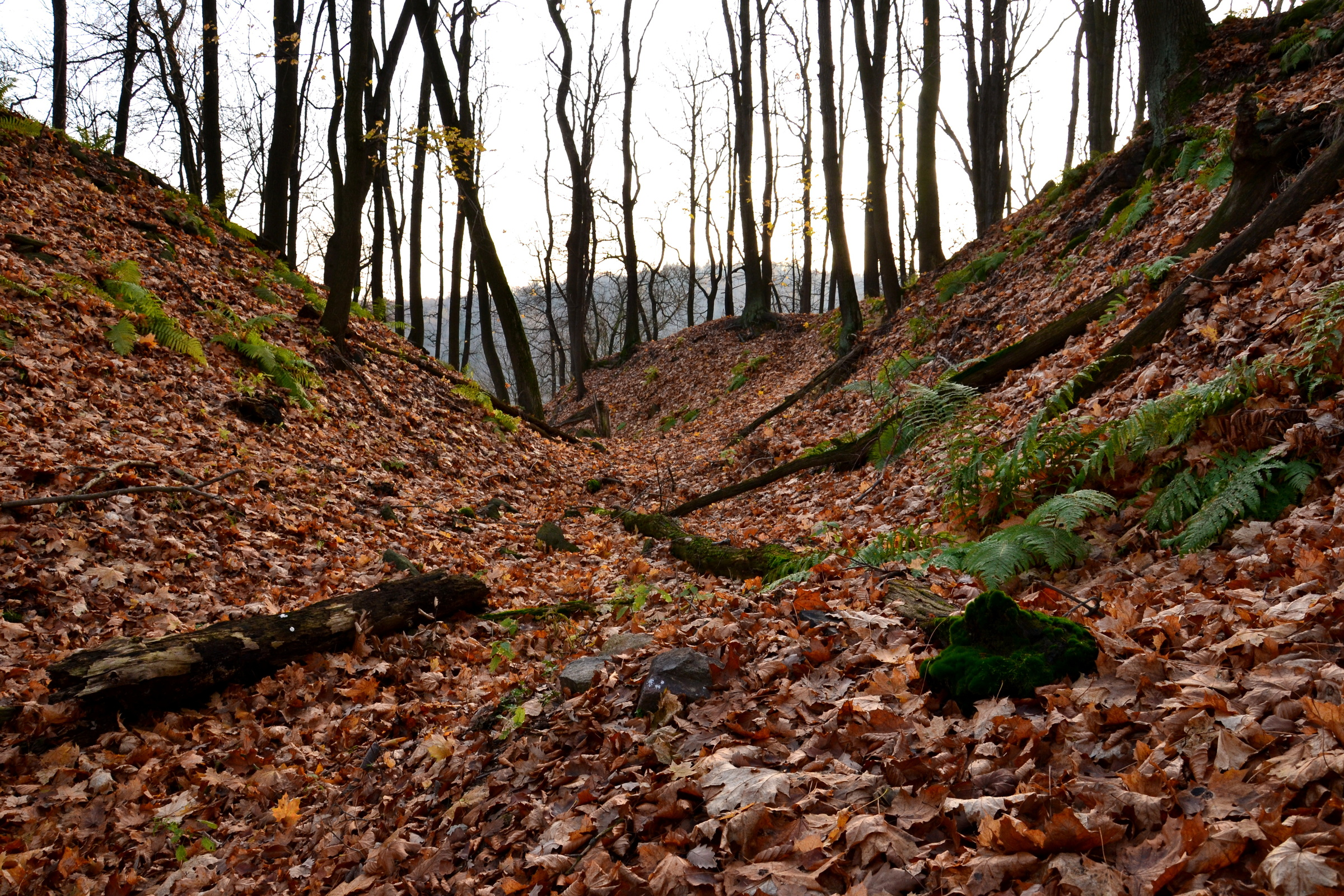
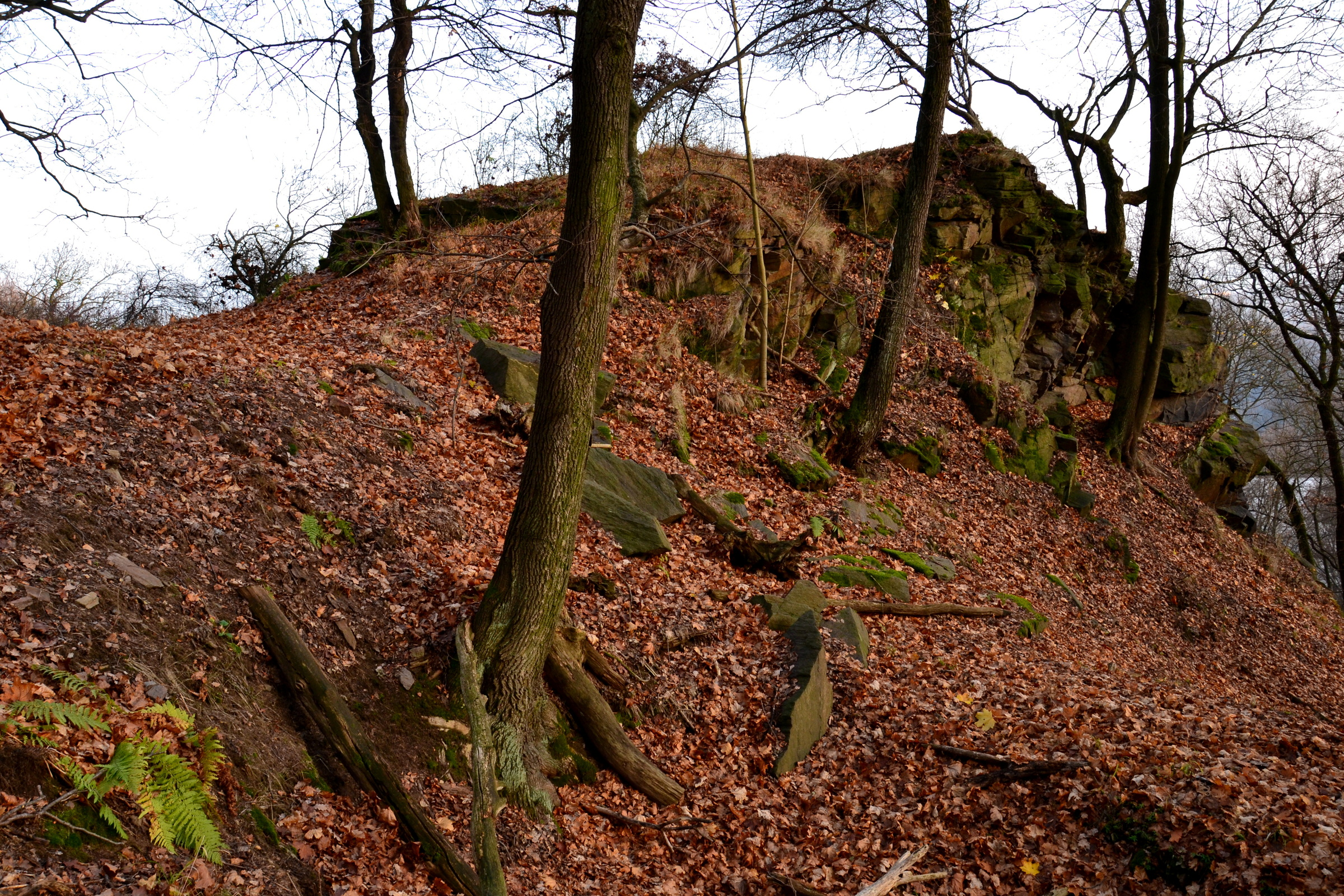
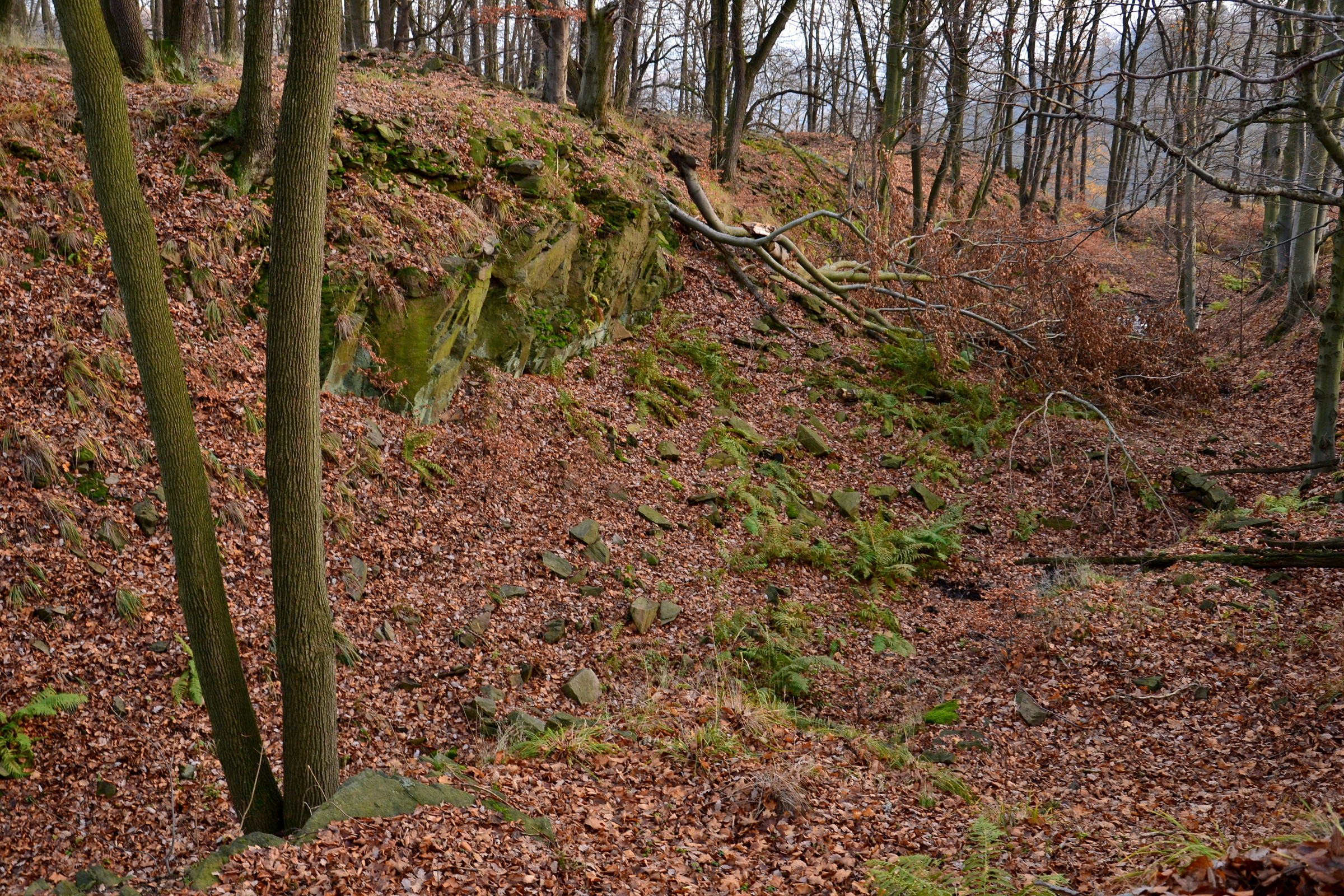
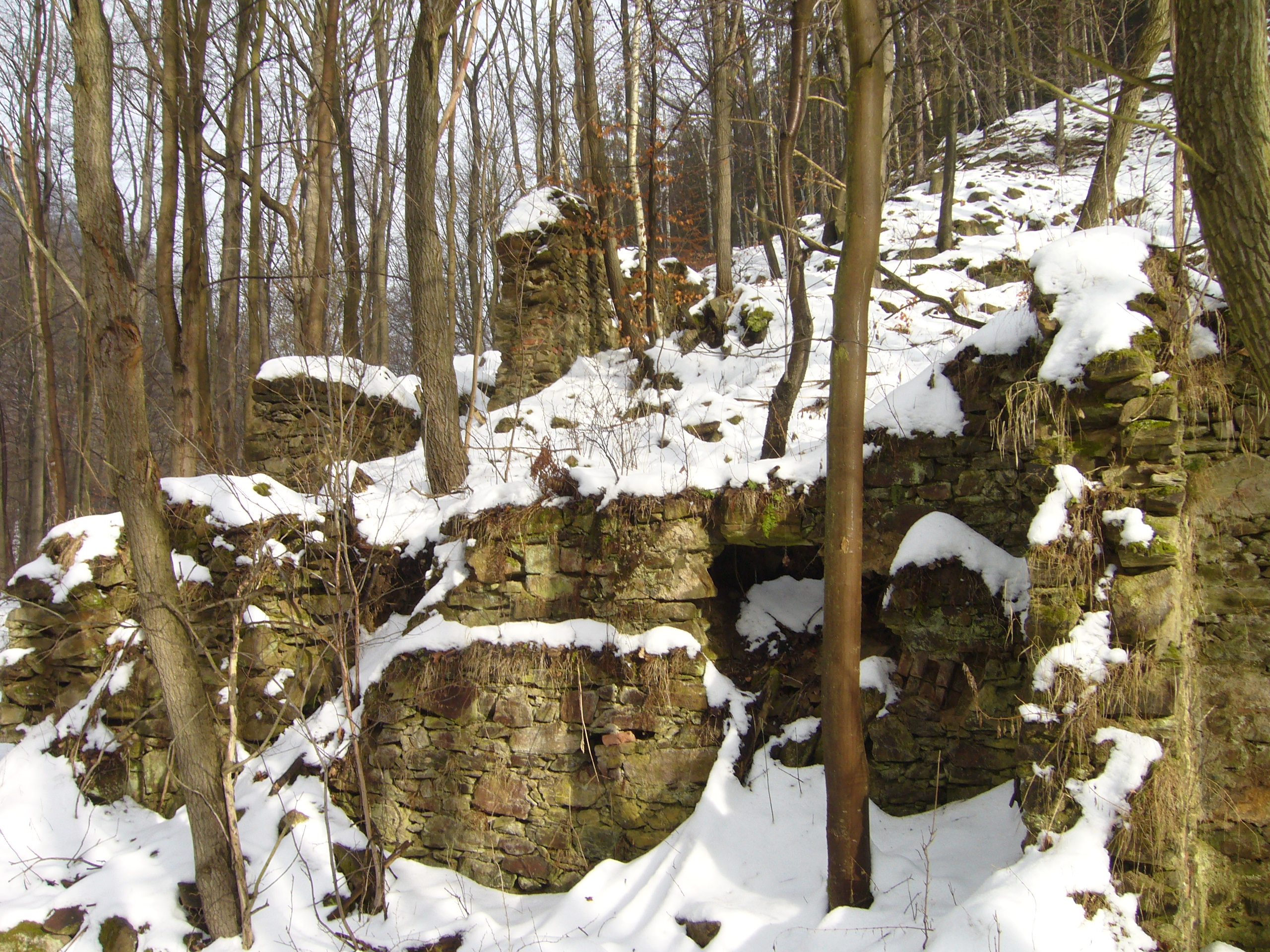
Mühlenruine unterhalb der Burg